# 榮·肯德
榮·肯德（英語：Ronald James "Ron" Kind；1963年3月16日—）是美国的一位政治人物和律師。自1997年開始，他是威斯康辛州第三國會選區選出的聯邦眾議員。他的黨籍是民主黨。肯德出生在威斯康辛州的拉克罗斯，畢業於哈佛大学。他曾經擔任助理地區檢察官的職務。

## 荣誉

### 外国勋章奖章
- 大英帝国官佐勋章（英国，2023年[2]）